# 10099 Glazebrook
10099 Glazebrook è un asteroide della fascia principale. Scoperto nel 1991, presenta un'orbita caratterizzata da un semiasse maggiore pari a 3,2550387 au e da un'eccentricità di 0,1178895, inclinata di 2,89889° rispetto all'eclittica.
L'asteroide è dedicato all'astronomo australiano Karl Glazebrook.